# Tono (stad)
Tono (Japans: 遠野市, Tōno-shi) is een stad in de Japanse prefectuur Iwate in het noorden van Honshu. De stad heeft een oppervlakte van 825,62 km² en begin 2008 ruim 30.500 inwoners. De stad ligt in een smal dal in het Kitakamigebergte.

## Geschiedenis
Het dal waarin het huidige Tono ligt is al lange tijd bewoond en was van belang als poststation.
Tono werd op 1 december 1954 een stad (shi) na samenvoeging van de gemeente Tono met een zestal dorpen.
Tono werd op 1 oktober 2005 uitgebreid met het dorp Miyamori (宮守村, Miyamori-mura).

## Verkeer
Tono ligt aan de Kamaishi-lijn van de East Japan Railway Company.
Tono ligt aan de autowegen 107, 283, 340 en 396. Aansluiting op de Kamaishi-autosnelweg is gepland.

## Stedenband
Tono heeft een stedenband met
- Salerno, Italië, sinds 8 augustus 1984.

## Bezienswaardigheden
Enkele oude, in L-vorm gebouwde en met strodak gedekte boerderijen, de zogenaamde Magariya, zijn behouden gebleven. Er wordt getoond hoe de boeren met hun paarden leefden. Het meeste beroemde is dat van de familie Chiba, waarin een familie van 25 personen en 20 paarden woonden.

## Folklore
Tono is bekend door de Tōno Monogatari (Verhalen uit Tono) die in 1910 door Yanagita Kunio zijn verzameld en opgeschreven. Dit boek wordt als een der belangrijkste onderzoeken gezien naar de Japanse folklore en vormt de basis voor de in 1982 uitgekomen film met dezelfde naam. In enkele verhalen komt de watergeest Kappa voor. Een water in Tono waarin deze Kappa zou leven, heet de Kappa-buchi.

## Aangrenzende steden
- Hanamaki
- Kamaishi
- Oshu